# Dino Land
Dino Land est un jeu vidéo de flipper sur la thématique des dinosaures sorti en 1991 sur Mega Drive. Le jeu a été développé par Wolf Team et édité par Renovation Products.

## Système de jeu
Dino Land possède un mode « quête » dans lequel le joueur passe par différentes zones (la Terre, l'Eau et l'Air) afin de sauver sa petite amie des griffes du vil Dino-Mike.